# Frédéric Carrey
Pour les articles homonymes, voir Carrey.
Pas d'image ? Cliquez ici

a Compétitions nationales et continentales officielles uniquement.

Dernière mise à jour le 26 juin 2024.
Frédéric Carrey, né le 10 avril 1963 à Pau (Pyrénées-Atlantiques), est un joueur français de rugby à XV évoluant principalement aux postes d'ailier ou d'arrière.
Pendant sa carrière, il évolue avec la Section paloise.

## Biographie

### Jeunesse et formation
Frédéric Carrey naît le 10 avril 1963 à Pau et grandit à Lons. Il commence la pratique du rugby à XV au Rugby Club lonsois avant de rejoindre la Section paloise en cadet.
Il est formé au poste d'ailier et devient un joueur polyvalent, capable d'évoluer également comme arrière et demi d'ouverture.

### Carrière en rugby à XV
Frédéric Carrey fait ses débuts en équipe première de la Section paloise au Stade de la Croix du Prince en 1988 face au FC Lourdes. Il est titularisé à l'arrière, encadré par Lionel Péré-Escamps et Michel Bruel. La semaine suivante, il est titularisé en tant que demi d'ouverture à la place de Bernard Bassi, et montre ses qualités de buteur longue distance. Joueur polyvalent, il est capable d'être titularisé au poste de demi de mêlée.
Carrey s'illustre en 1989 et 1990 en disputant deux finales du championnat de France Groupe B avec la Section paloise au poste d'aillier. Les finales se soldent par des défaites contre le Castres olympique en 1989 et le Stade montchaninois en 1990.
Frédéric Carrey termine sa carrière au RC Lons en 1995.[réf. nécessaire]
Il devient berger en vallée d'Ossau après l'arrêt de sa carrière, puis employé communal à Izeste.